# Setge de Ravenna (539-540)
El setge de Ravenna entre el 539 i el 540 es produí en el marc de la guerra gòtica de Justinià I. Havent capturat Aríminum, Urbivent, Urbí i Auxímum, els romans d'Orient tenien via lliure per marxar contra Ravenna. A finals del 539 o principis del 540, Belisari, el vencedor en conteses com la batalla de Dara, la batalla del Desè Mil·liari i el setge de Roma del 537-538, es dirigí a Ravenna amb el suport de Vitali, que ja era prop de la ciutat. Vitali descobrí una càrrega de cereals que anava cap a Ravenna i se n'apoderà. Moltes guarnicions godes es rendiren quan s'assabentaren del setge. La ciutat en si fou presa quan Belisari feu veure que acceptava el tron que li havien ofert els ostrogots.